# Đelekovec
Đelekovec è un comune della Croazia di 1 824 abitanti della regione di Koprivnica e Križevci.